# Agglutinina
Le agglutinine sono anticorpi capaci di distruggere, in vitro e in vivo, i globuli rossi che presentano alcuni antigeni, tramite una reazione di aggregazione detta agglutinazione.
Il test di agglutinazione al lattice è utilizzato per l'identificazione e la tipizzazione di molti microrganismi.

## Tipologie
Esistono le agglutinine a freddo, che sono attive alle basse temperature, e quelle febbrili, associate a patologie che causano febbre.
Fra le varie forme le più studiate sono:
- Agglutinina a freddo
- Agglutinina da leptospirosi
- Agglutinina istoplasmatica

## Patologie correlate
Questi anticorpi possono provocare l'anemia emolitica.
Esiste la malattia denominata malattia da agglutinine fredde, di riscontro in persone affette da polmonite atipica e nell'anemia emolitica.